# Терригласс

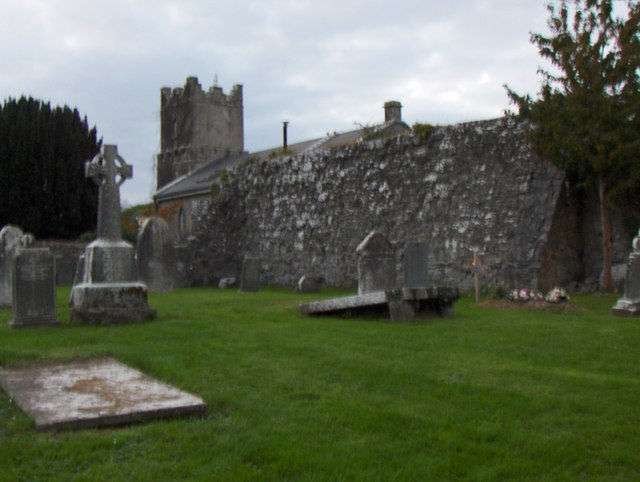
Кладбище

Терригласс (англ. Terryglass; ирл. Tír Dhá Ghlas) — деревня в Ирландии, находится в графстве Северный Типперэри (провинция Манстер) у трассы R493, на северо-восточном берегу Лох-Дерг. Выигрывала Irish Tidy Towns Competition в 1983 и 1997 годах.